# Jan Smola
Jan Smola (* 11. prosince 2001) je český lední hokejista hrající na postu útočníka.

## Život
S hokejem začínal v Litoměřicích, v tamním Stadionu. Během sezóny 2017/2018 nastupoval za výběr pražské Sparty do osmnácti let. Pro ročník 2019/2020 se přesunul mezi juniory Litoměřic a vypomáhal rovněž mužům Děčína. V sezóně 2020/2021 hrál za juniory plzeňského klubu. Následující ročník (2021/2022) odehrál v litoměřickém dresu, avšak již mezi tamními muži, a navíc v rámci střídavých startů vypomáhal jak Děčínu tak letňanským Letcům. Poté se na jednu sezónu přesunul do Ústí nad Labem, odkud následně přestoupil opět na jeden ročník do Děčína. Pro sezónu 2024/2025 se uchází o místo v kádru pražské Slavie.